# 開墾
開墾（かいこん）とは、山林・原野を切り開いたり池沼・海面を干拓して耕地へと変換すること。

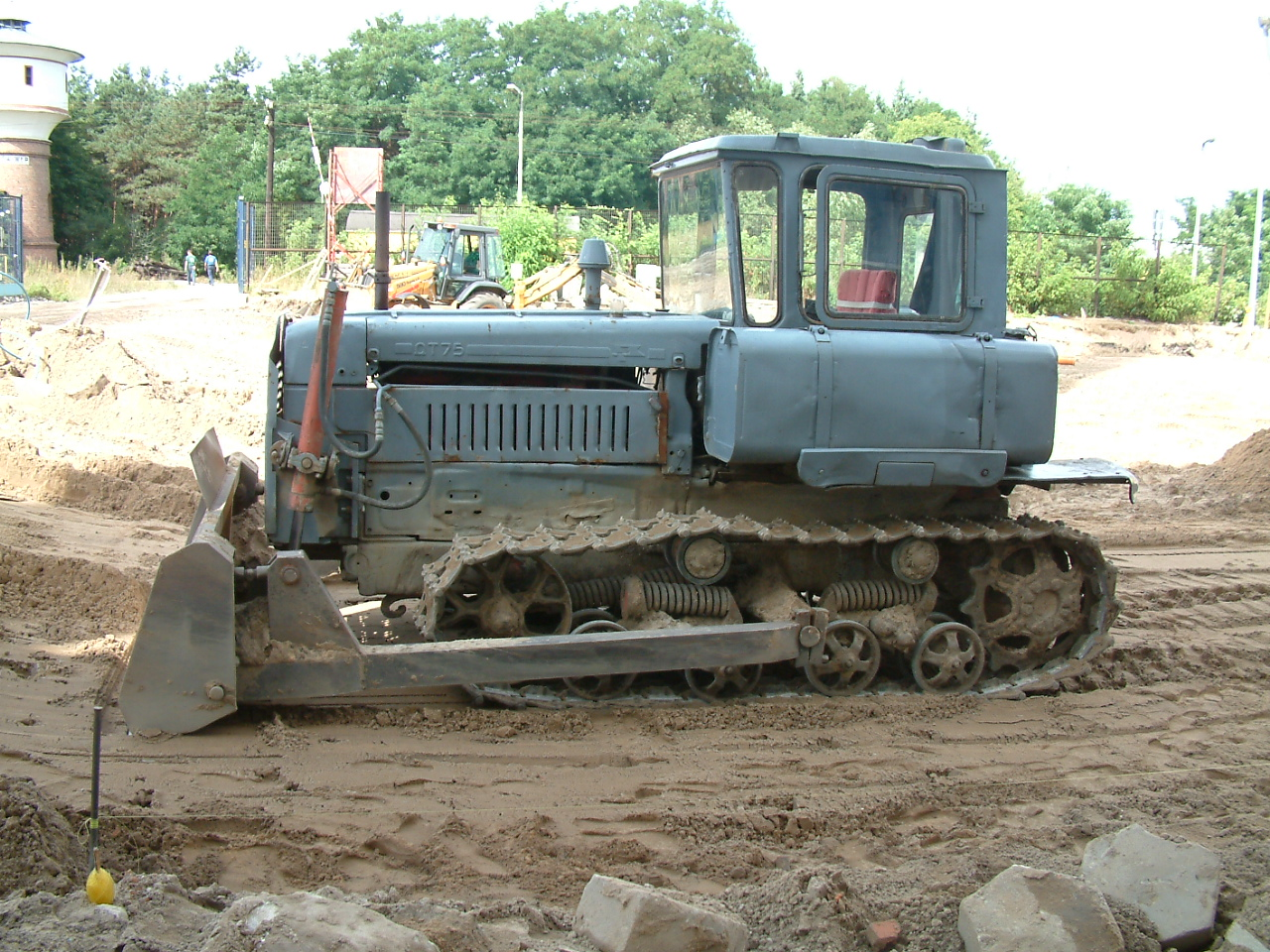
ブルドーザーなどの重機は発明以来、土地の造成に役立ってきました。

## 開墾の方法
開墾の方法は人力開墾、畜力開墾、機械開墾に分類される。
人力開墾
鍬など人力で開墾する方法。人力開墾には平起法と簡易畔立法がある。
畜力開墾
馬や牛によって開墾する方法。
機械開墾
トラクターなどの機械により開墾する方法。